# Solenopsis corticalis
Solenopsis corticalis é uma espécie de formiga do gênero Solenopsis, pertencente à subfamília Myrmicinae.